# ボードクイズ
ボードクイズは、クイズの代表的な形式のひとつ。早押しクイズのように口頭で解答せず、フリップボードやデジタイザ、ホワイトボードなどに答えを書く。

## 基本的なルール
出題者から問題が伝えられ、読みきった後、参加者全員が一斉に解答する。その後、一定時間をおいて、全員が一斉に解答を示し、出題者によって正解が示される。
不正解者への罰則（ペナルティ）は負け抜け式の規定問題数不正解で失格となる場合を除き、減点や解答権剥奪などのペナルティは課さないことが多い。
この他にもチーム戦でひとつのチームが全員正解することを目指す形式もある。この場合、チーム内に一人でも不正解者がいた場合、解答権が他のチームに移るというルールが一般的。
さらに厳しい形式として、
- 解答に誤字があるか、または漢字で書くべき言葉をひらがな・カタカナ（または交ぜ書き）で書いた場合は不正解とする
- 報道などで用いられる、時事問題や専門用語（法令名、科学技術用語など）の「略称」を、省略前の「正式名称」で書かなければならない（「略称」や「通称」は不正解とする）
- 口頭で解答を読み上げさせ、読み方が間違っていれば不正解とする
- 「書き」と「読み」の両方が合わなければ不正解とし、部分点は与えられない

というルールを設けることもある。
またこれらとは逆に筆記、口頭のどちらかの回答が合っていれば正解とし、両方合っていた場合にはボーナスポイントを付加するというルールを設けることもある。

## 利点と欠点
利点
- 早押しクイズと異なり、複数の人が同時に解答できることや、文字だけでなく絵や記号などで表現できる場合がある。

欠点
- 正解の読み方がわかっても、漢字で書けないと不正解にされることがあるため、口頭でのごまかしが利かない。
- 解答は手書きである以上、コンピュータに手書きの文字を正確に認識させるのは困難で、人の手で正誤をチェックする必要がある。そのため、コンピュータゲームとしてのクイズゲームではあまり普及していない。

## 早押しボードクイズ
また、ボードクイズと早押しクイズを組み合わせた早押しボードクイズという形式も存在する。
1. 早押しクイズの要領で誰かが途中で出題を停止させ、その後、解答者全員が一斉にボードに答えを書く。この場合出題を停止させた人は正解した場合他の人よりも多くポイントをもらえるが、不正解の場合はペナルティが課せられる。ただし、全員不正解だった場合はペナルティを課さないこともある。一方、それ以外の人は正解した場合のポイントは低いものの、不正解でもペナルティはない。また、単独正解はさらにポイントがもらえるとすることもある。なお、出題を停止させた人がいない場合は問題が読みきられた時点で解答者全員が一斉にボードに答えを書く。
2. 早押しクイズの要領で誰かが途中で出題を停止させ、その後、解答権を得た者だけがボードに答えを書く。